# 福氏異齒䲁
福氏異齒䲁（學名：Ecsenius fourmanoiri），又稱福氏無鬚䲁，為輻鰭魚綱鳚形目䲁科異齒䲁屬的一種，分布於西太平洋新喀里多尼亞、斐濟、東加海域，深度1至20公尺，本魚體延長，稍側扁，似圓柱狀；頭鈍短。前鼻孔具一鼻鬚；無眼上鬚及頸鬚，背鰭基部有一條深褐色條紋，側面有兩條深褐色條紋，由橫帶連接（上面的條紋延伸到眼睛，下面的條紋延伸到胸鰭基部），還有一條深褐色的「帽帶」，背鰭硬棘12枚、背鰭軟條14-15枚、臀鰭硬棘2枚、臀鰭軟條16-17枚，體長可達4.9公分，棲息在水淺的珊瑚礁，雌魚產附著性卵，雄魚有護卵行為，幼魚為浮游性，生活習性不明。